# Кевін Джексон
Кевін Андре Джексон (англ. Kevin Andre Jackson; нар. 25 листопада 1964, Хайленд-Фолс, штат Нью-Йорк, США) — американський борець вільного стилю, дворазовий чемпіон світу, дворазовий Панамериканський чемпіон, дворазовий чемпіон Панамериканських ігор, триразовий володар та бронзовий призер Кубків світу, чемпіон Олімпійських ігор. Включений до Всесвітньої Зали слави Міжнародної федерації об'єднаних стилів боротьби (2005).

## Життєпис
Боротьбою почав займатися з 1978 року.
Виступав за борцівський клуб «Team Excel». Тренер — Ларрі Скьячетано. Названий Спортсменом року США в боротьбі у 1991 році.
У 1992 році він виграв золоту олімпійську медаль на Олімпіаді 1992 року в Барселоні, Іспанія, перемігши у фіналі Ельмаді Жабраїлова, який представляв на цьому турнірі Об'єднану команду. Кевін Джексон став другим чорношкірим борцем після Кенні Мондея, який завоював золоту олімпійську медаль. Включений до Національної зали слави боротьби США (2002).
Протягом 1997—1998 років провів шість поєдинків у ММА, у яких чотири рази перемагав та двічі програв.
У 1998—2001 роках Джексон був тренером з вільної боротьби в Олімпійському навчальному центрі, головним тренером команди армії США у Форт-Карсоні та головним тренером програми розвитку юнацької боротьби клубу «Sunkist Kids». За цей час він особисто тренував олімпійського чемпіона 2000 року Брендона Слея. Проттягом восьми років (2001—2008) був головним тренером національної збірної США з вільної боротьби. Він став першим головним тренером з вільної боротьби, який тренував збірну США на двох Олімпіадах. Двоє його спортсменів — Кел Сандерсон (2004) та Генрі Сехудо (2008) — завоювали золоті медалі. Його команда з вільної боротьби 2001 року виграла Кубок світу, команда 2003 року посіла друге місце, а збірна 2006 року на цих змаганнях посіла третє місце. Після того працював головним тренером з боротьби у штаті Айова.

## Спортивні результати на міжнародних змаганнях

### Виступи на Олімпіадах
| Змагання                    | Збірна | Вагова категорія          | Місце  |
| --------------------------- | ------ | ------------------------- | ------ |
| Літні Олімпійські ігри 1992 | США    | вільна боротьба, до 82 кг | Золото |

### Виступи на Чемпіонатах світу
| Змагання                        | Збірна | Вагова категорія          | Місце  |
| ------------------------------- | ------ | ------------------------- | ------ |
| Чемпіонат світу з боротьби 1991 | США    | вільна боротьба, до 82 кг | Золото |
| Чемпіонат світу з боротьби 1993 | США    | вільна боротьба, до 82 кг | 4      |
| Чемпіонат світу з боротьби 1994 | США    | вільна боротьба, до 82 кг | 11     |
| Чемпіонат світу з боротьби 1995 | США    | вільна боротьба, до 82 кг | Золото |

### Виступи на Панамериканських чемпіонатах
| Змагання                                   | Збірна | Вагова категорія          | Місце  |
| ------------------------------------------ | ------ | ------------------------- | ------ |
| Панамериканський чемпіонат з боротьби 1990 | США    | вільна боротьба, до 82 кг | Золото |
| Панамериканський чемпіонат з боротьби 1991 | США    | вільна боротьба, до 82 кг | Золото |

### Виступи на Панамериканських іграх
| Змагання                  | Збірна | Вагова категорія          | Місце  |
| ------------------------- | ------ | ------------------------- | ------ |
| Панамериканські ігри 1991 | США    | вільна боротьба, до 82 кг | Золото |
| Панамериканські ігри 1995 | США    | вільна боротьба, до 82 кг | Золото |

### Виступи на Кубках світу
| Змагання                    | Збірна | Вагова категорія          | Місце  |
| --------------------------- | ------ | ------------------------- | ------ |
| Кубок світу з боротьби 1993 | США    | вільна боротьба, до 82 кг | Золото |
| Кубок світу з боротьби 1994 | США    | вільна боротьба, до 82 кг | Бронза |
| Кубок світу з боротьби 1995 | США    | вільна боротьба, до 82 кг | Золото |
| Кубок світу з боротьби 1997 | США    | вільна боротьба, до 85 кг | Золото |